# Thaumatogelis clavatus
Thaumatogelis clavatus là một loài tò vò trong họ Ichneumonidae.